# حفيد الحكيم
حفيد الحكيم (باليابانية: 賢者の孫، بالروماجي: Kenja no Mago) هي سلسلة رواية خفيفة من تأليف تسويوشي يوشيوكا ورسم سيجي كيكوتشي، نشرت لأول مرة على شكل رواية الأنترنت، منذ يناير عام 2015،  نشرت الرواية الخفيفة من قبل أنتيربرين ‏، منذ 30 يوليو عام 2015،  اقتبست إلى سلسلة مانغا من تأليف تسويوشي يوشيوكا ورسم شونسوكي أوغاتا، نشرت من قبل كادوكاوا شوتين في مجلة يونغ أيس أب، منذ مارس 2016، أنتجت إلى أنمي تلفزيوني من قبل استوديو سيلفر لينك، عرض الأنمي في 10 أبريل عام 2019 واستمر عرضه حتى 26 يونيو عام 2019، وتكون من 12 حلقة.

## القصة
تدور أحداث القصة عن شاب يموت في حادث، ثم يولد من جديد في عالم آخر مليء بالسحر والشياطين. يقوم الحكيم ميرلين بتبني الطفل ويطلق عليه اسم شين والفورد، يخضع الطفل الصغير لتعليم خاص من قبل الحكيم حول السحر والفنون القتالية، من أجل قتل الوحوش التي تدمر الأرض.

## الشخصيات
شين وولفورد (باليابانية: シン • ウォルフォード، بالروماجي:  Shin Worufōdo)
مؤدي الصوت: يوسكي كوباياشي
أغسطس من إيرلشيد (باليابانية: アウグスト•フォン•アールスハイド، بالروماجي: Augusuto fon Ārusuhaido)
مؤدي الصوت: شوهي كوماتسو
سيسيلين فون كلود (باليابانية: シシリー•フォン•クロード، بالروماجي: Shishirī fon Kurōdo)
مؤدية الصوت: رينا هونيزومي
ماريا فون ميسينا (باليابانية: マリア•フォン•メッシーナ، بالروماجي: Maria fon Messhīna)
مؤدي الصوت: يوكي واكاي
أليس كورنر (باليابانية: アリス コーナー، بالروماجي: Arisu Kōnā)
مؤدية الصوت: إيريس
ثور فون فليغل (باليابانية: トール フォン フレーゲル، بالروماجي: Tōru fon Furēgeru)
مؤدية الصوت: أريسا شيدا
لين هيوز (باليابانية: リン ヒューズ، بالروماجي: Rin Hyūzu)
مؤدية الصوت: مغومي ياماغوتشي
يوري كارلتون (باليابانية: ユーリ カールトン، بالروماجي: Yūri Kāruton)
مؤدية الصوت: جوري ناغاتسوما

## وصلات خارجية
- موقع المانغا الرسمي (باليابانية)
- موقع الأنمي الرسمي (باليابانية)